# فيل كينيون
فيل كينيون (بالإنجليزية: Phil Kenyon)‏ هو لاعب إسكواش بريطاني، ولد في 7 مايو 1956 في بلاكبول في المملكة المتحدة.

## وصلات خارجية
- فيل كينيون على موقع SquashInfo.com (الإنجليزية)